# Dicranomyia conchifera
Dicranomyia conchifera är en tvåvingeart som först beskrevs av Gabriel Strobl 1900.  Dicranomyia conchifera ingår i släktet Dicranomyia och familjen småharkrankar. Inga underarter finns listade i Catalogue of Life.